# Tom McBreen
Thomas Sean McBreen, detto Tom (31 agosto 1952), è un ex nuotatore statunitense.
Specializzato nello stile libero, ha vinto la medaglia di bronzo nei 400 m sl alle Olimpiadi di Monaco 1972.
È stato primatista mondiale nella staffetta 4x200 m sl.

## Palmarès
- Olimpiadi

Monaco 1972: bronzo nei 400m sl.
- Giochi panamericani

1971 - Cali: argento nei 1500m sl.